# Aythya baeri
Il moriglione di Baer (Aythya baeri (Radde, 1863) è un uccello della famiglia degli Anatidi che vive in Asia orientale.
Simile nell'aspetto alla moretta tabaccata. Nidifica nella Russia sudorientale e nella Cina nordorientale, migrando d'inverno in Cina meridionale, Vietnam e India.
Il nome commemora il naturalista estone Karl Ernst von Baer.